# Georg Severich
Georg Severich (* 9. Februar 1959 in Aachen) ist ein ehemaliger deutscher Automobilrennfahrer.

## Karriere
Georg Severich startete 1981 seine Motorsportkarriere zunächst als Amateur beim Slalom und Bergrennsport, bevor er 1984 in den Tourenwagensport einstieg.
1989 wurde er Profirennfahrer. Von 1989 bis 1992 sowie 1996, 1997 und 2001 startete er beim 24-Stunden-Rennen von Spa-Francorchamps. Sein bestes Ergebnis erzielte er 1990 mit den Klassensieg in der A-Class 2 in einem BMW M3 Evo.
1990 fuhr er sein erstes Rennen in der Deutschen Tourenwagen-Meisterschaft (DTM) mit einem BMW M3 Evo. In der Saison 1993 ging er für das Team Racing Dynamics mit BMW M3 Sport Evolution an den Start und ein Jahr später pilotierte er einen BMW M3 E36. Sein bestes DTM-Ergebnis erzielte er 1993 beim zweiten Lauf des Eifelrennens auf dem Nürburgring, wo er den 12. Rang belegte.
Severich fuhr von 1998 bis 2006 in der belgischen Belcar-Rennserie. 2000 fuhr er zusammen mit seinem Fahrer-Kollegen Luc Pensis in einem BMW 320i STW auf einem achten Platz in der Gesamtwertung und gewann den Meistertitel in der TB-Wertung. Im folgenden Jahr konnten beide den Erfolg wiederholen und sich den TB-Titel sichern.
1999 gründete er sein eigenes Motorsportteam GS-Motorsport. In dem Jahr startete er mit einem BMW 320i in der letzten ausgetragenen Saison der Deutsche Super-Tourenwagen-Meisterschaft und belegte zum Ende den 21. Platz.
Im Jahr 2001 fuhr er für das belgische Team GLPK Racing zwei Rennen in der FIA-GT-Meisterschaft mit einem Chrysler Viper GTS-R in der GT-Klasse.
Severich beendete Ende der Saison 2006 seine aktive Fahrerkarriere. 2007 hatte er noch einen letzten Renneinsatz in der ADAC GT Masters auf dem Hockenheimring. Zusammen mit Arvid Steinberg fuhr er ein Dodge Viper Competition Coupe im ersten Lauf auf den 14. Platz.